# 弘前車站
弘前車站（日语：／ Hirosaki eki */?）是一位于青森縣弘前市表町1丁目1番地的鐵路車站，由東日本旅客鐵道（JR東日本）、日本貨物鐵道（JR貨物）與弘南鐵道所共用。2002年（平成14年）入選東北車站百選。

## 車站結構

### JR東日本
側式月台1面1線與島式月台1面2線，合計2面3線的地面車站。

#### 月台配置
| 月台 | 路線              | 目的地                       |
| ---- | ----------------- | ---------------------------- |
| 1－3 | ■奧羽本線（下行） | 川部、浪岡、新青森、青森方向 |
| 1－3 | ■奧羽本線（上行） | 大鰐溫泉、大館、秋田方向     |
| 1－3 | ■五能線           | 五所川原、鰺澤、深浦方向     |

### 弘南鐵道
港灣式月台1面2線的地面車站。

#### 月台配置
| 月台 | 路線   | 目的地   |
| ---- | ------ | -------- |
| 1、2 | 弘南線 | 黑石方向 |

#### 使用狀況
| 1日上落車人次 | 1日上落車人次 |
| 年度          | 1日平均人次   |
| ------------- | ------------- |
| 2011年        | 2,840         |
| 2012年        | 2,864         |
| 2013年        | 2,937         |
| 2014年        | 2,825         |
| 2015年        | 2,803         |
| 2016年        | 2,744         |
| 2017年        | 2,784         |
| 2018年        | 1,397         |
| 2019年        | 1,375         |
| 2020年        | 2,154         |
| 2021年        | 2,191         |
| 2022年        | 1,037         |

## 歷史
- 1894年：

- 12月1日：隨官設鐵道青森站～本站開通開業。為旅客站。
- 12月11日：開始貨物提取服務開始，改為一般站。

- 1895年10月21日：本站～碇關站開業。
- 1909年10月12日：制定線路名稱，稱為奧羽本線。
- 1927年9月7日：弘南鐵道弘南弘前站開業。
- 1929年12月：第2代站房啟用。
- 1963年：

- 5月21日：昭和天皇、香淳皇后到訪青森縣，乘坐的御召列車由青森開至本站。
- 5月22日：本站發、三澤站行的御召列車運行。

- 1971年12月20日：弘前站旅行中心開業。
- 1973年6月13日：弘南弘前站增設了兩部自動售票機。
- 1980年11月1日：弘南弘前站的將站務工作委託化。
- 1981年4月24日：第3代目站房投入使用[4]。
- 1982年4月23日：車站大樓「APPLIESE」（アプリーズ）開業[5]。
- 1986年：

- 4月1日：弘南弘前站改稱「弘前站」。
- 11月1日：國鐵取消手提行李提取服務。

- 1987年4月1日：國鐵分割民營化、國鐵弘前站改由東日本旅客鐵道及日本貨物鐵道承繼[2]。
- 1988年3月13日：直營物產店「故鄉Corner」（ふるさとコーナー）開店[6]。
- 1993年：

- 4月1日：旅遊中心「Viewplaza弘前」開業。
- 7月12日：開始採用電子連動装置。

- 2002年：獲選為東北車站百選。
- 2004年12月12日：第4代站房投入使用、東西自由通路開通。並且採用了傳統青林津輕地區的民謠「津輕民謠（日语：津軽じょんがら節）」作為發車音樂。[8]。
- 2006年：JR弘前站2、3號線月台往大鰐溫泉方向增設了冷氣候車室。
- 2008年3月22日：JR弘前站設置自動改札機及指定席發售機。
- 2010年4月1日：大釋迦～津輕新城間各站的管理權由浪岡站轉移至本站。
- 2017年4月1日：隨浪岡站業務委託化，改由本站管理。
- 2020年：

- 3月14日：取消定期貨物列車停靠。開設弘前新營業所，改以ORS方式、以貨櫃車形式運作。
- 3月31日：因應全國Viewplaza結業而關閉。

- 2021年：

- 4月2日：「津輕Lounge」及「BRICK A-FACTORY」開業。
- 10月26日：在改札口增設個人電子工作亭「STATION BOOTH」。

- 2022年3月12日：弘前站與五所川原站統合為弘前営業統括中心。弘前站長為弘前営業統括中心所長（兼任津輕地區站長）。
- 2023年：

- 3月18日：弘前営業統括中心與津輕運輸區統合，改稱「弘前統括中心」。
- 4月12日：弘南線加入車站編號，代號為KK，並配以紫菜飯糰形狀的標記。
- 5月27日：奥羽本線本站～青森站間各站可以使用「Suica」。

## 相鄰車站
※跨越奧羽本線與五能線運行的臨時快速「Resort白神」的停靠站參見列車條目。
東日本旅客鐵道
■奧羽本線
- 特急「津輕」、臨時快速「Resort羅漢柏」「Resort白神」停車站

□快速（但是弘前站沒有跨線運行的列車。）
大鰐溫泉－弘前－川部
■普通
石川－弘前－撫牛子
■五能線（至川部站為止為奧羽本線）
弘前－撫牛子
弘南鐵道
 弘南線
弘前－弘前東高中前

## 外部連結
- JR東日本 弘前車站 （页面存档备份，存于）（日語）
- 弘南鐵道弘前站 （页面存档备份，存于） （日語）